# کرینگت
کرینگت روستایی در استان ریفت والی، کنیا می‌باشد.